# Weißflankenhase
Der Weißflankenhase (Lepus callotis) ist eine Art der Echten Hasen innerhalb der Hasentiere. Sein Verbreitungsgebiet erstreckt sich vom äußersten Süden des US-Bundesstaates New Mexico bis tief nach Zentralmexiko.

## Merkmale
Der Weißflankenhase erreicht eine Körperlänge von 43,2 bis 59,8 Zentimetern mit einer Schwanzlänge von etwa 4,7 bis 9,2 Zentimetern. Die Ohren haben eine Länge von 10,8 bis 14,9 Zentimeter und die Füße sind 11,8 bis 14,1 Zentimeter lang. Die Weibchen sind dabei in der Regel etwas größer als die Männchen.
Das Fell der Tiere ist sehr kurz und rau; es ist ocker- bis zimtfarben mit starken Schwarzanteilen. Auffällig sind die weiß gefärbten Körperseiten des Hasen und auch die Bauchseite, der Rumpf und die Oberschenkel sind weiß mit einigen schwarzen Haaren an den Hüften und am Hinterleib. Auf dem Rumpf ist ein medianer Aalstrich durch eine Linie dunkler, rußig-brauner Haare mit weißen Spitzen angedeutet. Der Schwanz besitzt an der Oberseite schwarze Haare mit weißen Spitzen und ist an der Unterseite ebenfalls weiß. Die Gliedmaßen sind an der Innenseite weiß und außen hellbraun gefärbt. Das Gesicht ist ocker- bis sandbraun mit schwarzen und weißen Anteilen, die Ohren sind hell gerandet. Im Winter wird das Fell grau bis eisengrau mit dunkleren Anteilen.
Die Hinterpfoten besitzen nur vier Zehen, während an den Vorderpfoten fünf Zehen ausgebildet sind. Alle Zehen sind mit kurzen Krallen ausgestattet.

## Verbreitung

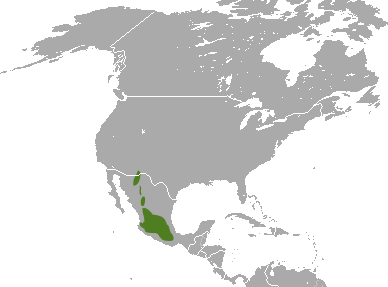
Verbreitungsgebiet des Weißflankenhasen

Das Verbreitungsgebiet des Weißflankenhasen beschränkt sich auf Mexiko und den äußersten Südwestens von New Mexico in den Vereinigten Staaten. In Mexico reicht es bis Oaxaca und umfasst dabei Teile der Bundesstaaten Aguascalientes, Chihuahua, Durango, Guanajuato, Guerrero, Hidalgo, Jalisco, México, Michoacán, Morelos, Oaxaca, Puebla, Querétaro, San Luis Potosí, Sonora, Tlaxcala, Veracruz und Zacatecas. In Mexiko-Stadt, dem Distrito Federal, ist die Art wahrscheinlich ausgestorben.
Die Unterart L. c. gaillardi hat eine unregelmäßige Verbreitung von New Mexico bis Durango, wobei sie in Mexiko in zwei isolierten Gebieten vorkommt. In New Mexico beschränkt sich das Gebiet auf zwei Bereiche in Höhen zwischen 1.500 und 1.600 Metern im Hidalgo County, eine unbestätigte Sichtung stammt zudem aus den Huachuca Mountains im Bereich des Coronado National Forest im Cochise County, Arizona. Die Gesamtverbreitungsfläche in den Vereinigten Staaten wird auf maximal 120 km2 geschätzt. In Mexiko kommt die Unterart zum einen in einem Gebiet im zentralen Chihuahua und zum anderen vom südlichen Chihuahua bis zum nördlichen und zentralen Durango vor. Die zweite Unterart L. c. callotis nimmt das restliche Verbreitungsgebiet vom nördlichen Durango über Zentralmexiko bis zum nördlichen Guerrero und Oaxaca ein. Dabei kommt der Hase bis in Höhen von 2.550 Metern in Puebla und etwa 750 Metern in Morelos vor.

## Lebensweise
Die Tiere sind ausnahmslos nachtaktiv. Sie können häufig paarweise beobachtet werden, vor allem zur Paarungszeit.

### Ernährung
Weißflankenhasen ernähren sich vor allem von Gräsern wie Bouteloua dactyloides und Bouteloua gracilis sowie verschiedenen Blütenpflanzen wie Amsinckia. In besonders trockenen Zeiten fressen sie zudem Wurzeln.

### Fortpflanzung
Die Paarungszeit der Weißflankenhasen liegt im April bis August. Die Weibchen haben dabei mindestens drei Würfe im Jahr. Die Würfe umfassen ein bis vier, durchschnittlich 2,2 Jungtiere. Diese kommen in offenen Nestern oberirdisch und wie bei allen Echten Hasen mit einem vollständigen Fell und offenen Augen als Nestflüchter auf die Welt, sind also direkt nach der Geburt aktiv. Die Geschlechtsreife erreichen sie zur kommenden Paarungszeit.

## Systematik
Der Weißflankenhase ist eine Art innerhalb der Echten Hasen der Gattung Lepus. Als Unterarten werden die nördliche Form L. c. gaillardi und der südliche L. c. callotis anerkannt.

## Gefährdung und Schutz
Die Art wird von der International Union for Conservation of Nature and Natural Resources (IUCN) aufgrund der Größe des Verbreitungsgebietes und der Bestandsgröße als Art der Vorwarnliste (Near Threatened) eingeschätzt. Für einige Regionen ist ein Rückgang der Populationen aufgrund von Lebensraumveränderungen sowie eine teilweise Verdrängung durch den Eselhasen (Lepus californicus) bekannt.